# Ляпунов, Михаил Николаевич
Михаил Николаевич Ляпунов (18 февраля (1 марта) 1848, Санкт-Петербург — 19 февраля (4 марта) 1909, Санкт-Петербург) — русский государственный и военный деятель, участник Русско-японской войны.

## Биография
Родился в семье потомственных дворян Санкт-Петербургской губернии. Среднее образование получил в Петербургской военной гимназии и в 16 лет был зачислен юнкером в Павловское военное училище. В 20-летнем возрасте был произведён в чин поручика.
Командованием были замечены правовые способности Ляпунова и он был направлен в Одессу в Военно-юридическую академию.
Штабс-капитан с 6.11.1872, капитан с 21.10.1875, переименован в майоры 20.01.1876, капитан военно-судебного ведомства с 1.04.1877, помощник военного прокурора, Подполковник с 17.04.1879, Полковник с 30.08.1882. В декабре 1884 года он получает должность военного судьи. C 27.06.1887 по 17.10.1893 - военный прокурор Казанского военно-окружного суда. В августе 1892 года за отличие по службе император Александр III произвёл его в генерал-майоры. С 17.10.1893 по 08.05.1898 — военный прокурор Московского военно-окружного суда. Он считался весьма образованным и хорошо подготовленным чиновником и отличался «строгим исполнением служебных обязанностей», энергичным характером и безупречностью в нравственном отношении.
В 1898 году приказом императора Николая II, назначается военным губернатором и начальником местных войск острова Сахалин. Приказ был подписан 8 мая, но Ляпунов ехать не спешил. Жил в Петербурге, решал вопросы с назначением и передачей дел, подыскивал сотрудников в штат, несмотря на то, что генерал-губернатор Приамурья его постоянно торопил, ведь Сахалин уже почти год был без воинского начальника. Ляпунов 19 августа прибыл на остров и 20 августа вступил в управление. Он привёз с собой нового правителя канцелярии — подпоручика запаса В. Марченко, бывшего правителя дел Казанского округа путей сообщения.
Будучи губернатором, М. Н. Ляпунов совершал частые поездки с ревизиями в Корсаковский и Рыковский (Тымовский) округа. В отличие от своих предшественников, он постоянно просил аудиенции у Приамурского генерал-губернатора, хлопотал о выездах с докладом если не в Санкт-Петербург, то, по крайней мере, в Хабаровск. Ему удалось побывать в Европейской России и решить вопрос о введении должности вице-губернатора Сахалина. В 1902 году им был назначен Фридрих Федорович фон-Бунге.
27 января 1904 года началась Русско-японская война. Боевые действия на Сахалине японское командование начало с того, что отрезало единственный путь, соединявший остров с материком, японские силы сумели парализовать военные действия немногочисленных русских войск. 17 июля 1905 года военный губернатор и начальник войск острова Сахалин генерал-лейтенант Ляпунов через парламентёра направил командующему японскими экспедиционными силами генерал-лейтенанту Харагути Кенсаи следующее послание: «Ваше превосходительство! Недостаток медикаментов и перевязочного материала и вследствие этого отсутствие возможности оказания помощи раненым вынудили меня предложить Вашему превосходительству прекратить военные действия из чисто гуманных соображений».
В ответном послании генерал Харагути потребовал от генерала Ляпунова сдачи японцам всего вооружения и всего движимого и недвижимого государственного имущества в неповрежденном виде, а также сдачи всех карт, документов, бумаг, имеющих отношение к военному ведомству и администрации.
19 июля 1905 года Ляпунов, бывший со своим штабом в селении Онор, отдал приказ: «Недостаток продовольственных и огнестрельных припасов, а также шанцевого инструмента, отсутствие санитарных средств, громадное численное превосходство японской армии и отсутствие подготовленного пути отступления поставили нас в такое положение, при котором дальнейшее сопротивление было бы бесполезным кровопролитием. Ввиду этого, получив предложение командующего японской армии, высадившейся на остров, сдаться, я собрал военный совет, на котором по обсуждении общего положения…».
Официально считается, что оружие сложил гарнизон в составе 3200 нижних чинов, 79 офицеров и одного генерала — Ляпунова, ставшего единственным российским губернатором, умудрившимся во время той войны сдаться в плен. Фактически пленных было больше: помимо сдавшихся в Оноре, в других частях Сахалина японцы захватили в плен ещё не менее 1260 солдат и офицеров. В руки японцев перешло значительное количество оружия, боеприпасов, продовольствия и фуража.
31 января 1906 года Ляпунов был отрешён императором от должности военного губернатора и прикомандирован к Генеральному штабу по военно-судебному ведомству, затем в том же году отправлен в отставку. После отставки жил в Петербурге в доме Евангелической больницы, а затем поселился в доме № 11 по ул. Дегтярной.

## Семья
Супруга — Ляпунова Елена Ивановна.

## Награды
- орден Святого Станислава 3-й ст. (1873)
- орден Святой Анны 3-й ст. (1881)
- орден Святого Станислава 2-й ст. (1883)
- орден Святой Анны 2-й ст. (1887)
- орден Святого Владимира 3-й ст. (1894)
- орден Святого Станислава 1-й ст. (1897)
- орден Святой Анны 1-й ст. (1905)
- серебряная медаль «В память царствования императора Александра III»